# アクバル・モハンマディ
アクバル・モハンマディ（1972年 - 2006年7月30日）は「ティール月18日の危機」もしくは「1999年7月のイラン学生デモ」として知られる、1979年のイラン革命以降最大の民主化要求デモに参加したテヘラン大学の学生である。彼はデモに参加したことにより死刑を宣告されたが、後に15年の服役へと減刑された。
2006年7月30日、エヴィン刑務所にて37歳で死去した。 1週間以上も、拷問の結果こうむった命にかかわる傷に対する適切な医学的措置を求めた訴えを却下したことに抗議する意味で、ハンガーストライキを行っていた。彼の弁護士であるカリール・バフラミアンは、モハンマディの受刑者仲間の証言によると彼は“過去数日に渡り刑務所護衛官によって酷く鞭打たれており、その印が見て取れた”状態だったと述べた。.
彼の暴力の末の死は、いまだにイスラーム共和国による人権侵害が顕著であり続けているイランで批判を巻き起こした。 2006年8月3日に、ヒューマン・ライツ・ウォッチはイラン政府に対し、“学生運動家アクバル・モハンマディの疑わしい獄中死に対する独立した調査”への許可を即座に与えるよう求めた。. この要求は何百人もの著名なイランの個人および団体に支持され続けている。.